# Nissan Murano
Nissan Murano (укр. Ніссан Мурано) — середньорозмірний Кросовер японської компанії Nissan, що виготовляється з 2002 року.

## Перше покоління (Z50; 2002-2008)

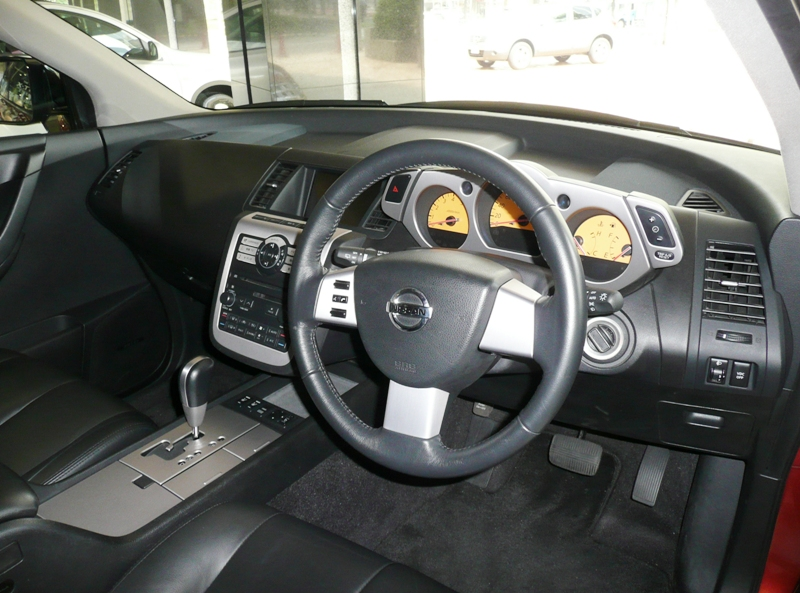
Nissan Murano (2002-2008)

Перше покоління Nissan Murano було представлено на Нью-Йоркському міжнародному автосалоні 2002 року. Доступний із стандартним переднім приводом і додатковим повним приводом, Nissan Murano є одним із найбільших автомобілів, які використовують безступінчасту трансмісію (CVT). Економія палива була оцінена на рівні 13 л/100 км у місті та 10 л/100 км на шосе.

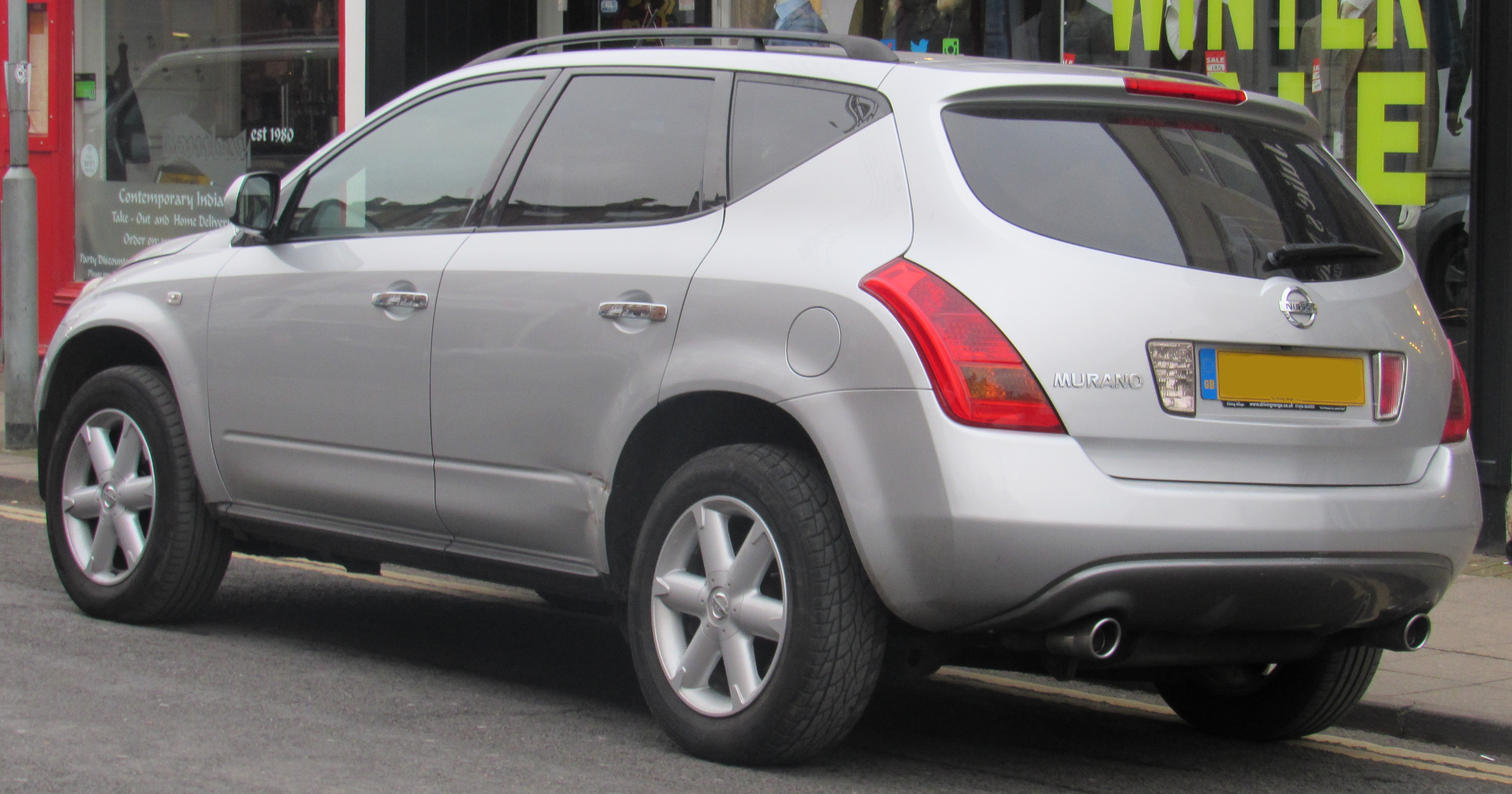
Nissan Murano (2002-2008)

Виробництво почалося в середині травня 2002 року, і перші автомобілі були відправлені на початку червня для Сполучених Штатів і в середині липня для канадських ринків. Продажі в Європі почалися в 2004 році після його європейської прем'єри на Женевському автосалоні 2004 року.  Незалежну підвіску на всіх колесах використовували для найкращих у своєму класі їзди та керованості.
Повний набір подушок безпеки, посилена сталлю кабіна та підголівники були функціями безпеки, призначеними для захисту салону, тоді як VDC, ABS, електронний розподіл гальмівних зусиль і система допомоги при гальмуванні були механічними функціями безпеки. VDC включає форму контролю тяги.
Murano отримав п'ять зірок у краш-тестах у всіх категоріях, крім перекидання автомобіля (чотири зірки) від Національного управління безпеки дорожнього руху США (NHTSA).
У 2006 модельному році у Північній Америці Murano отримав деякі оновлення у вигляді світлодіодних задніх ліхтарів і покажчиків повороту, стандартного кольорового інформаційного екрана, доступної камери резервного копіювання (стандартна в Канаді для всіх моделей), GPS і оновленої передньої частини з деякі незначні оновлення оздоблення. У вересні 2004 року Murano було представлено в Японії, замінивши Bassara та ексклюзивно для автосалонів Nissan Red Stage, з наступним представленням у місцях Nissan Blue Stage у жовтні, замінивши Terrano.
У Японії Murano оснащений багатьма додатковими функціями, які в Північній Америці є стандартним устаткуванням японських моделей, включаючи GPS Nissan та навігаційну систему CarWings через Інтернет. Японські моделі були доступні з двома двигунами на вибір: 3,5-літровим двигуном V6 у поєднанні з трансмісією CVT або 2,5-літровим чотирициліндровим двигуном із 4-ступінчастою автоматичною коробкою передач.

### Murano GT-C
Європейський технічний центр Nissan у Кренфілді створив концепт Murano під назвою Murano GT-C. Мета полягала в тому, щоб оцінити зацікавленість споживачів у малосерійній версії Murano першого покоління, орієнтованій на продуктивність. Концепт мав ряд оновлень продуктивності порівняно зі стандартним Murano, включаючи збільшені гальма, оновлену підвіску, зовнішній стиль і турбокомпресор Garret, який збільшив потужність зі 234 до 350 к.с. Це дозволило GT-C розганятися до 100 км/год за 7 секунд, а максимальна швидкість трохи перевищує 225 км/год.

### Двигуни
- 2,5 л QR25DE I4
- 3,5 л VQ35DE V6

## Друге покоління (Z51; 2008-2014)

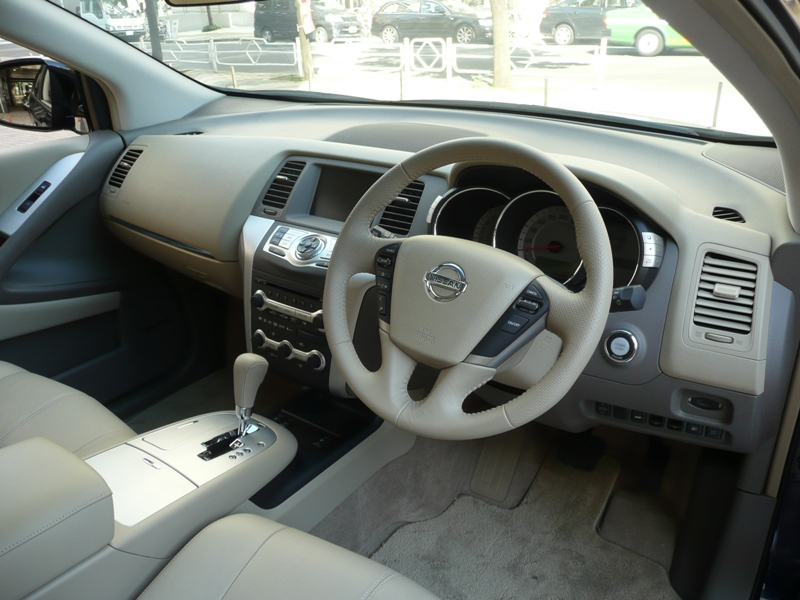
Салон Nissan Murano

Друге покоління Nissan Murano було представлено у автосалоні в Лос-Анджелесі у 2007 році, та продажі почалися у січні 2008 року.

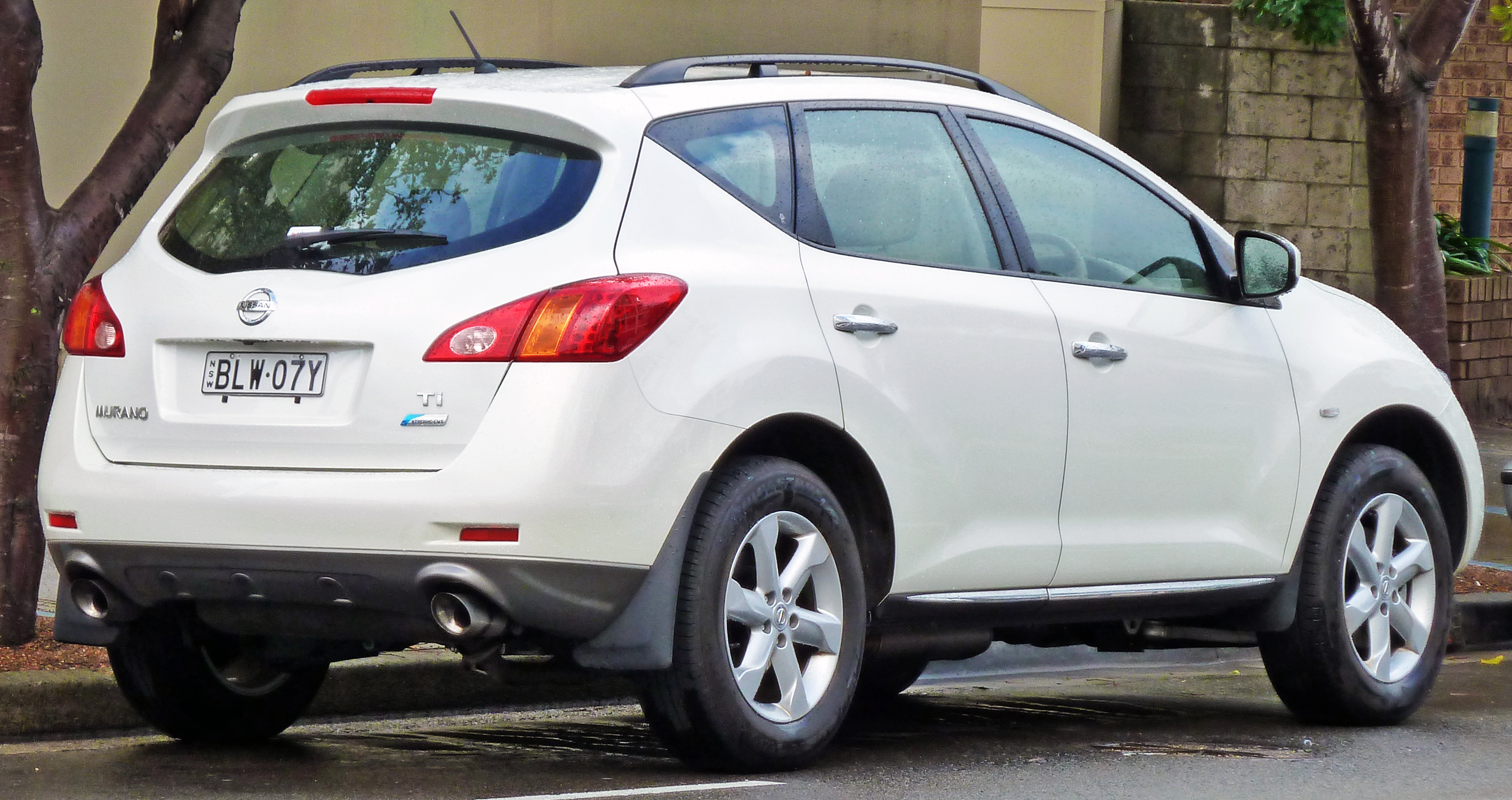
Nissan Murano (2008-2010)

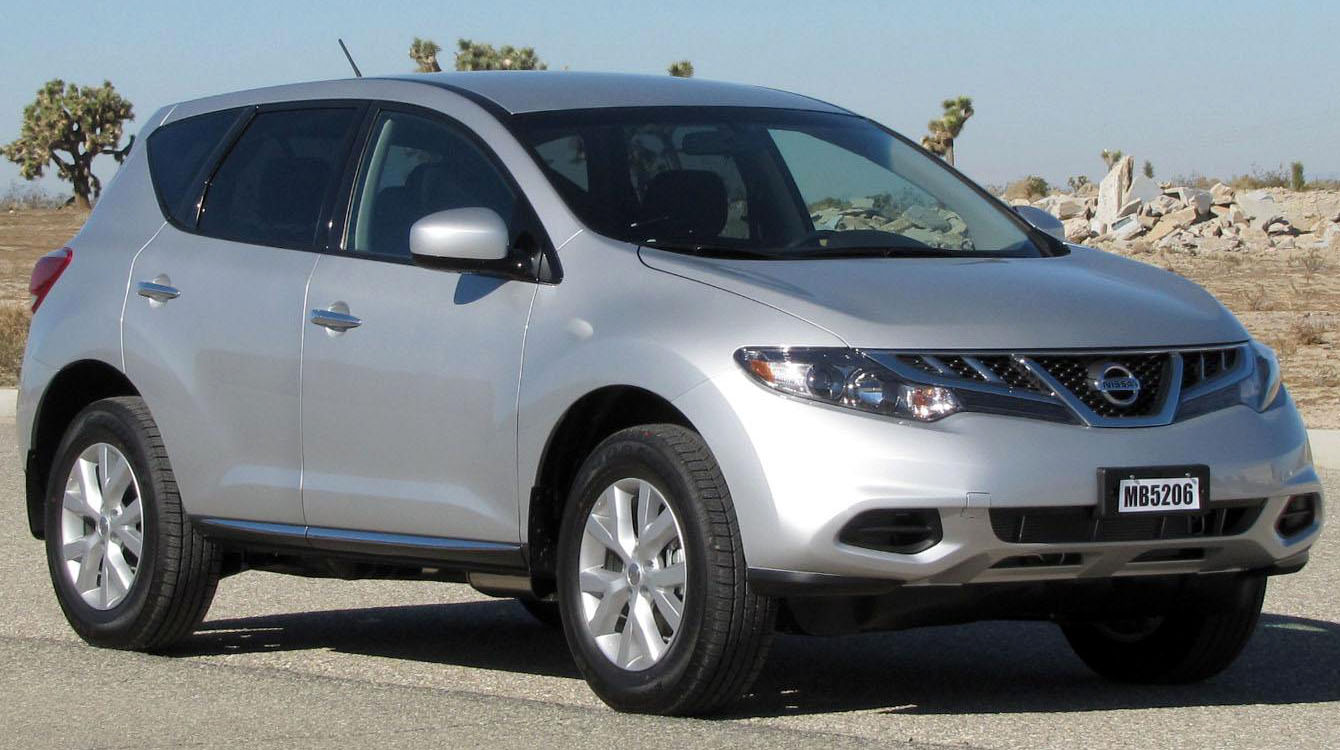
Nissan Murano (2010-2014)

Murano другого покоління продавався у трьох комплектаціях: базова S, середня SL та топова LE (Luxury Edition). S та SL пропонувалися або з переднім приводом, або з повним приводом iAWD (Intelligent All Wheel Drive). LE був тільки з повним приводом.
Murano другого покоління включав нові функції, деякі з яких були опціональними або доступними лише для комплектації LE, включаючи склоочисники з датчиком дощу, подвійно прошиті шкіряні сидіння, кришку багажнику з електроприводом, задні сидіння, що складаються з електроприводом, інтеграцію iPod та навігаційна система з сенсорним екраном на жорсткому диску.  S і SL оснащені алюмінієвими елементами інтер’єру, тоді як LE має дерев’яне оздоблення. Як і в моделі першого покоління, немає третього ряду сидінь.
Друге покоління базується на платформі Nissan D. Друге покоління було оснащено переглянутою версією 3,5-літрового двигуна VQ потужністю 265 к.с, що на 20 більше, ніж у попередньої моделі. Номінальний крутний момент становить 336 Н⋅м. Двигун поєднується з переглянутою безступінчатою трансмісією з адаптивним контролем перемикання передач. Рейтинг економії пального Агентства з охорони навколишнього середовища США становить 13 л/100 км місто, та 10 л/100 км шосе. 
Стандартні засоби безпеки для всіх комплектацій включають дискові гальма на всі чотири колеса з ABS , допоміжним гальмуванням і EBD ; електронний контроль стійкості ; а також передні, бічні та бічні шторки безпеки. NHTSA нагородила Murano другого покоління чотирма зірками за результатами фронтального краш-тесту та п’ятьма зірками за бічні зіткнення, що гірше, ніж перше покоління.
29 вересня 2008 року компанія Nissan випустила в Японії друге покоління Murano. Nissan оголосив про плани продавати автомобіль у 170 країнах.  Чотирициліндровий 2,5-літровий двигун QR продовжував пропонуватися як опція в Японії.
У липні 2010 року Nissan випустив оновлену версію лише в Європі з оновленим 2,5-літровим чотирициліндровим дизельним двигуном YD25DDTi потужністю 190 к.с. і 450 Н⋅м.
У 2011 модельному році Murano було оновлено, включивши оновлені передню та задню частину, нові фари та світлодіодні задні ліхтарі, а також нові 18-дюймові колеса зовні. Нові зміни в інтер’єрі включали новий білий колір бортового комп’ютера (на відміну від червоного/помаранчевого), нові кольори пластику центральної панелі, які відповідали шкіряній окантовці, а також додаткове обладнання для різних рівнів комплектації. Оновлення також додало новий колір екстер’єру «Graphite Blue», а для 2013 модельного року комплектація LE була перейменована на Platinum.
У вересні 2011 року компанія Nissan випустила в Індонезії Murano другого покоління.  У квітні 2011 року Murano було офіційно знято з продажів у Великобританії через невтішні продажі.

### Murano CrossCabriolet

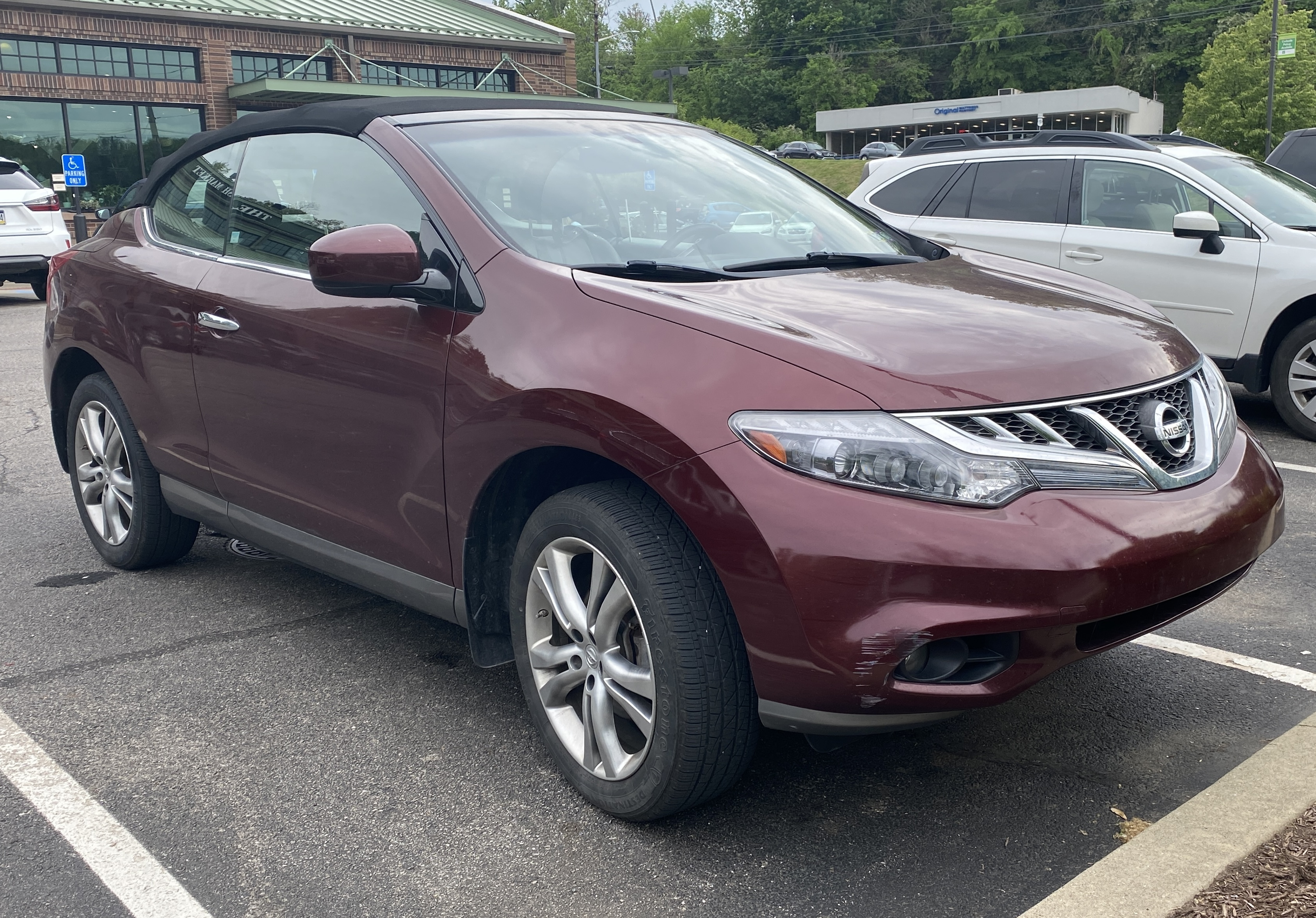
Murano CrossCabriolet

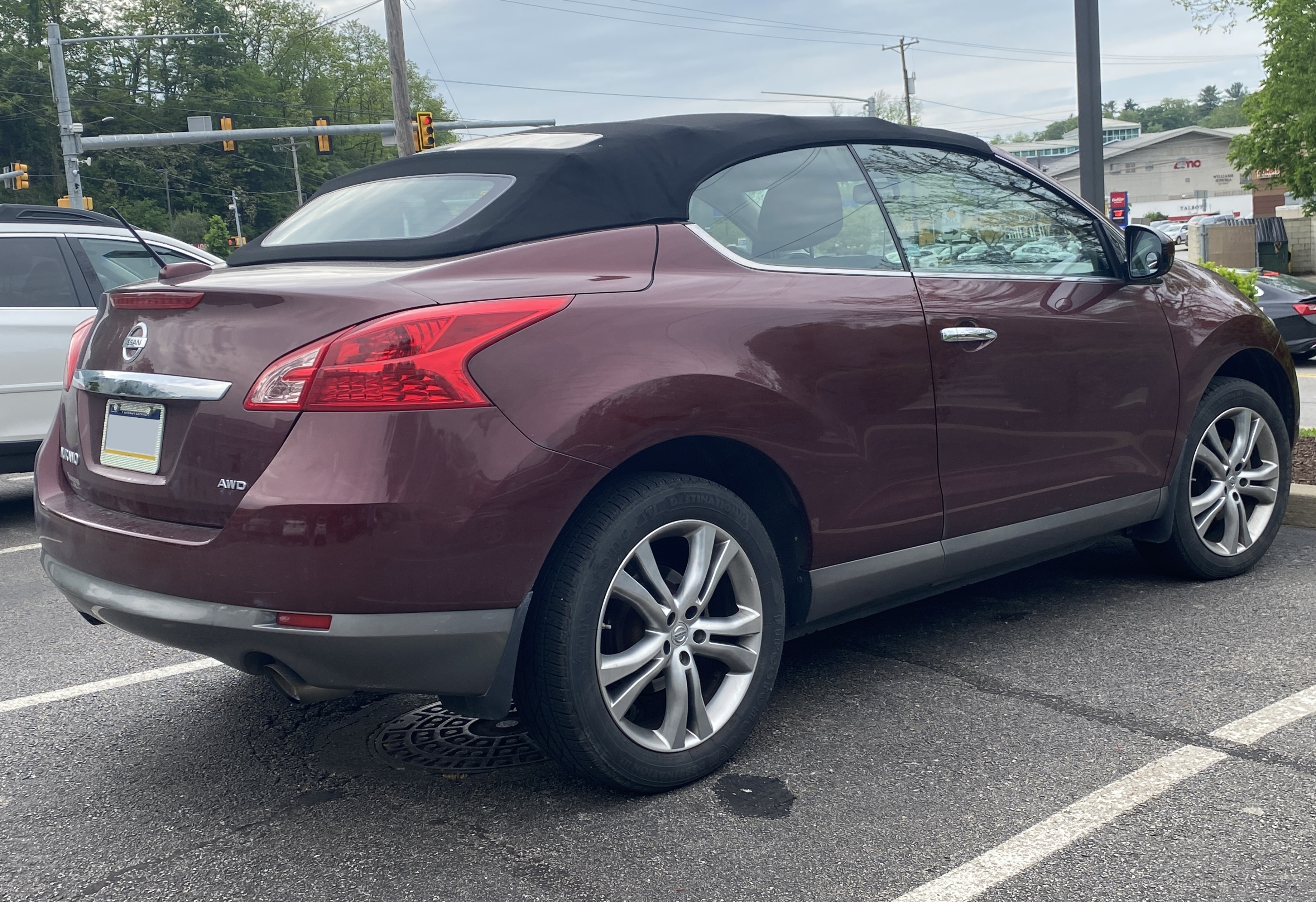
Вид ззаду

Nissan прем’єрно представив Murano CrossCabriolet на автосалоні в Лос-Анджелесі в 2010 році, прорекламувавши його як «перший у світі повнопривідний кросовер-кабріолет».
Компанія Nissan розпочала офіційний продаж CrossCabriolet з модельного року 2011 — без подальших оновлень або будь-яких інших комплектацій під час його виробництва. Кросовер пропонувався тільки в комплектації LE і мав той же двигун, що і стандартний Murano.
Повністю автоматичний матерчатий верх із гідравлічним керуванням має автоматичну систему замикання/відмикання, заднє скляне світло, подвійні висувні дуги безпеки, 220 л вантажопідйомності з опущеним верхом і 350 л з верхом — і Cd 0,39. Його передні двері на 200 мм довші, ніж чотиридверні передні двері Murano, зі структурним посиленням від задньої стійки A. 
Murano CrossCabriolet було знято з виробництва після 2014 модельного року. 

### Двигуни
- 2,5 л QR25DE I4 (бензин)
- 3,5 л VQ35DE V6 (бензин)
- 2,5 л YD25DDTi I4 (дизель)

## Третє покоління (Z52; 2014-2024)

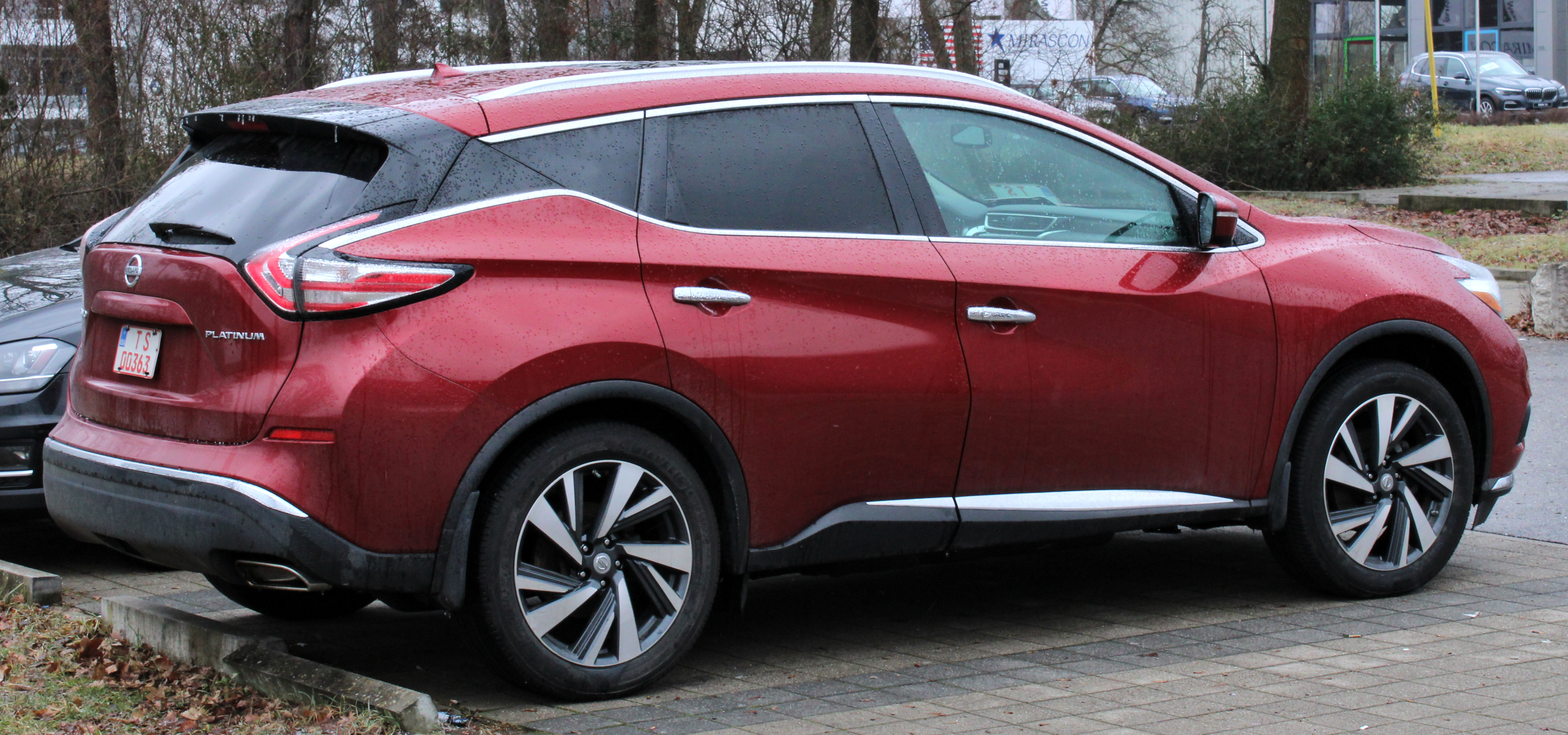
Nissan Murano (Z52, 2014-2019)

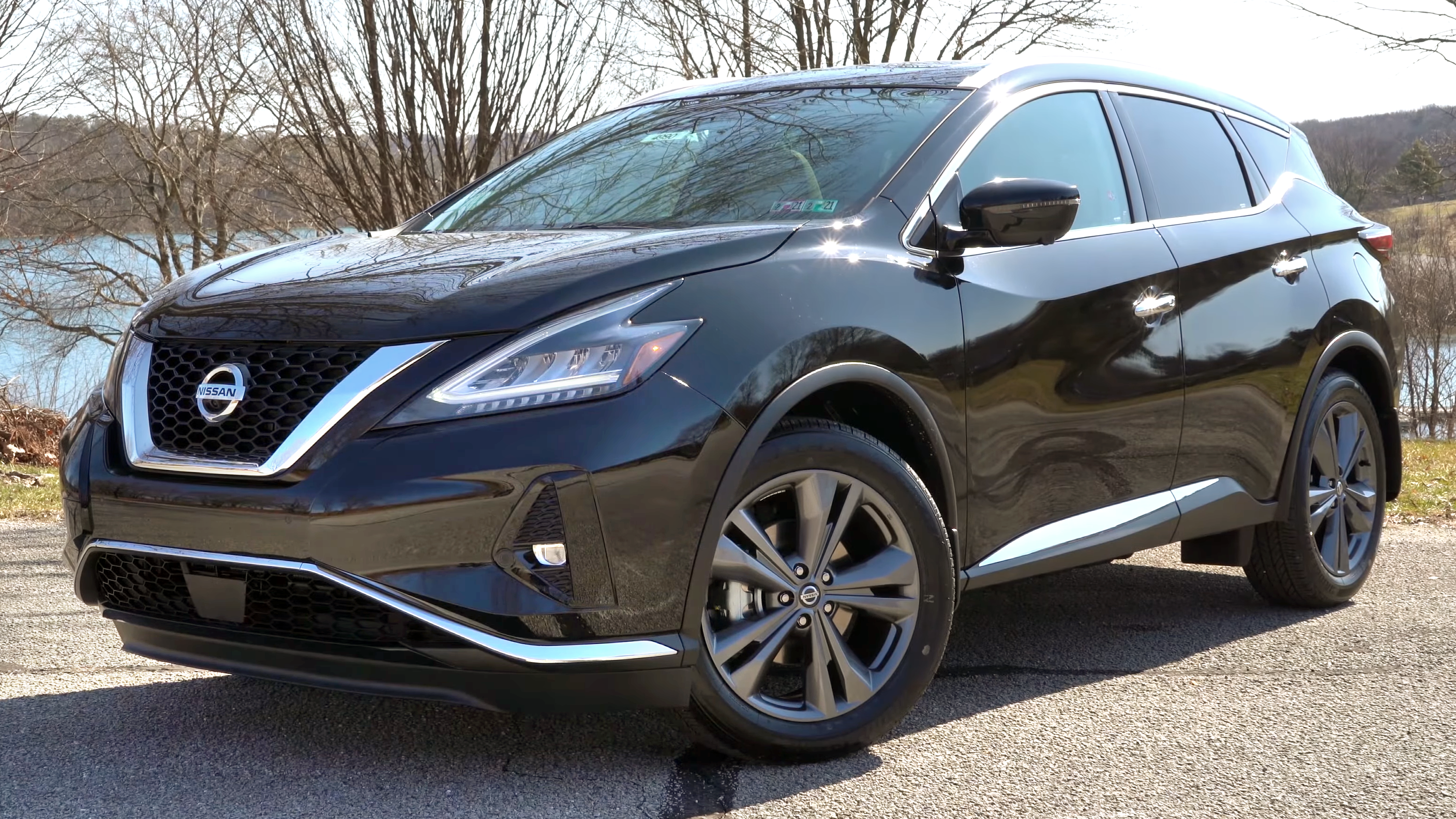
Nissan Murano (Z52, з 2019)

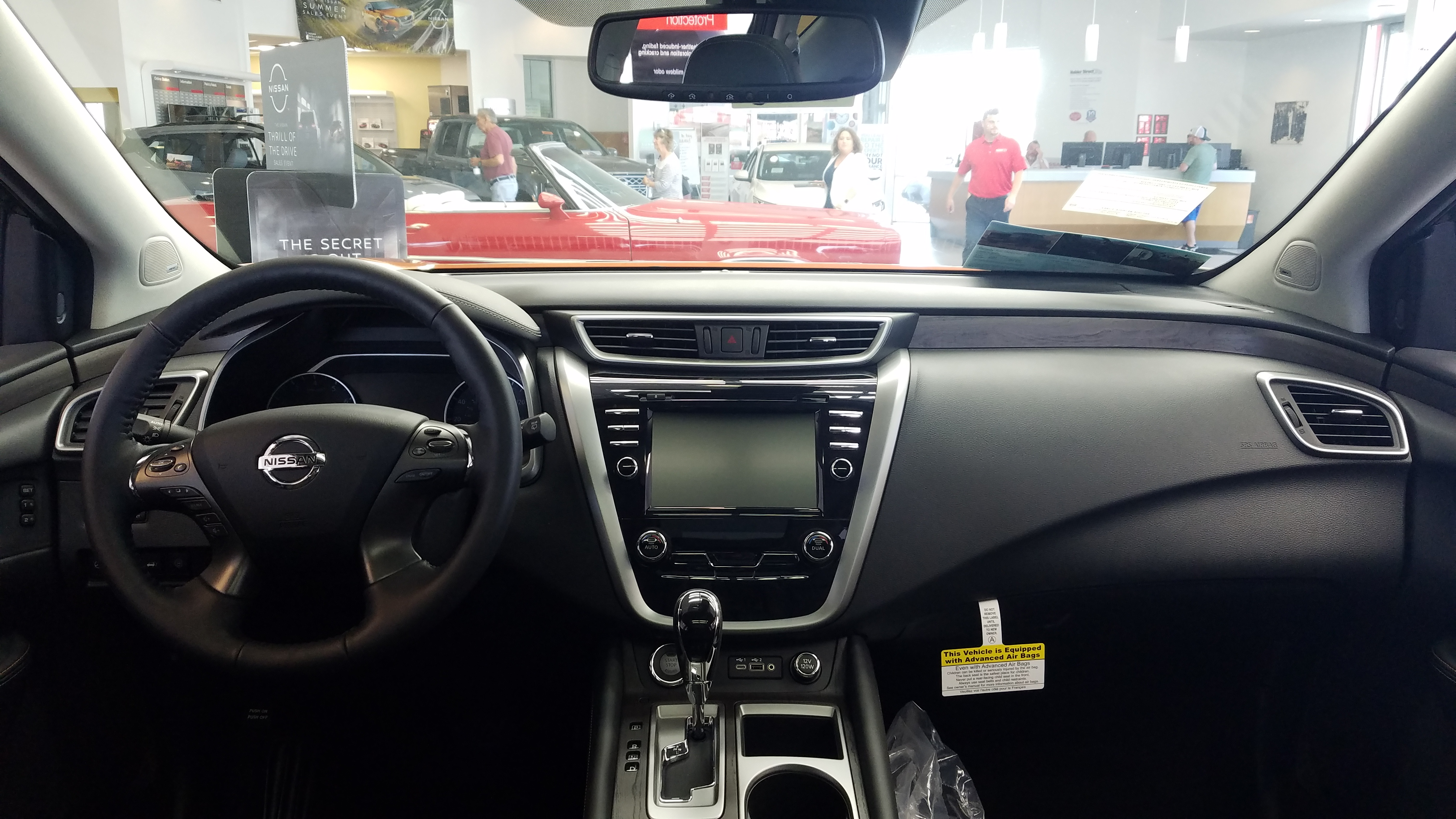

- У квітні 2014 року компанія Nissan представила третє покоління Murano на Міжнародному автосалоні в Нью-Йорку з виробництвом у Кантоні, штат Міссісіпі, з 3,5-літровим V6 серії VQ, який видає до 260 к.с.[14]  Murano третього покоління не продається в Японії, Австралії та Новій Зеландії, оскільки не виробляється з правим кермом.  там була припинена через мляві продажі, її місце зайняв більш компактний X-Trail.[15]  Nissan Murano повернувся в Мексику після десятирічної відсутності як модель 2019 року.[16]  Для мексиканського ринку він пропонується лише в комплектаціях Advance і Exclusive і лише з 3,5-літровим двигуном V6.  У 2019 модельному році Murano отримав оновлену передню та задню панелі, а також новий дизайн коліс і стьобані напіваніліновою шкірою сидіння, які стали стандартними для рівня комплектації Platinum, а також отримав нову оздоблення інтер’єру, кашеміровий інтер’єр на комплектаціях SL та SV, оздоблення металік на рівнях комплектації S, SV і SL з графітовим інтер’єром і колір темного дерева на рівень комплектації Platinum. Серед нових кольорів екстер’єру – Deep Blue Pearl, Mocha Almond Pearl і Sunset Drift ChromaFlair.  У 2020 році він зберіг той самий дизайн, але отримав мінімальні зміни, в основному функції безпеки. Моделі SV і SL отримали стандартну систему Nissan Safety Shield 360, яка включала автоматичне екстрене гальмування з функцією виявлення пішоходів, попередження про сліпі зони, попередження про поперечний рух позаду, попередження про виїзд зі смуги руху, автоматичне гальмування ззаду та допоміжне світло дальнього світла.  Він був оновлений у лютому 2020 року для Мексики, відмовившись від комплектації Advance і пропонуючись лише в комплектації Platinum AWD.  З 2020 року виробництво Murano в Північній Америці перемістили з Кантона, штат Міссісіпі, на складальний завод Nissan Smyrna в Теннессі.[17]  У 2021 році «Safety Shield 360» від Nissan став стандартом для всіх рівнів комплектації Murano. Пакет Special Edition пропонувався на рівні комплектації SV з 20-дюймовими колісними дисками темно-вугільного кольору, сидіннями зі шкірозамінника, спеціальними значками, підігрівом передніх сидінь і панорамним люком з подвійною панеллю.

### Murano Hybrid
Для 2016 модельного року компанія Nissan представила гібридну версію Murano. Murano Hybrid був доступний у двох комплектаціях SL і Platinum. Murano Hybrid оснащений електродвигуном, 2,5-літровим чотирициліндровим двигуном, інтелектуальною системою подвійного зчеплення та літій-іонним акумулятором, який розташований під центральною консоллю. Гібридні компоненти не зменшують пасажирський і вантажний простір.  Гібридна версія використовує так звану систему VSP (Vehicle Sound for Pedestrians), яка використовує звук, щоб попередити пішоходів про присутність транспортного засобу, коли він рухається на низькій швидкості в режимі електроприводу.

### Двигуни
- 2,5 л QR25DE I4 (Китай; бензин)
- 3,5 л VQ35DE V6 (бензин)
- 2,5 л QR25DER I4 (гібрид)

## Четверте покоління (Z53; з 2025)

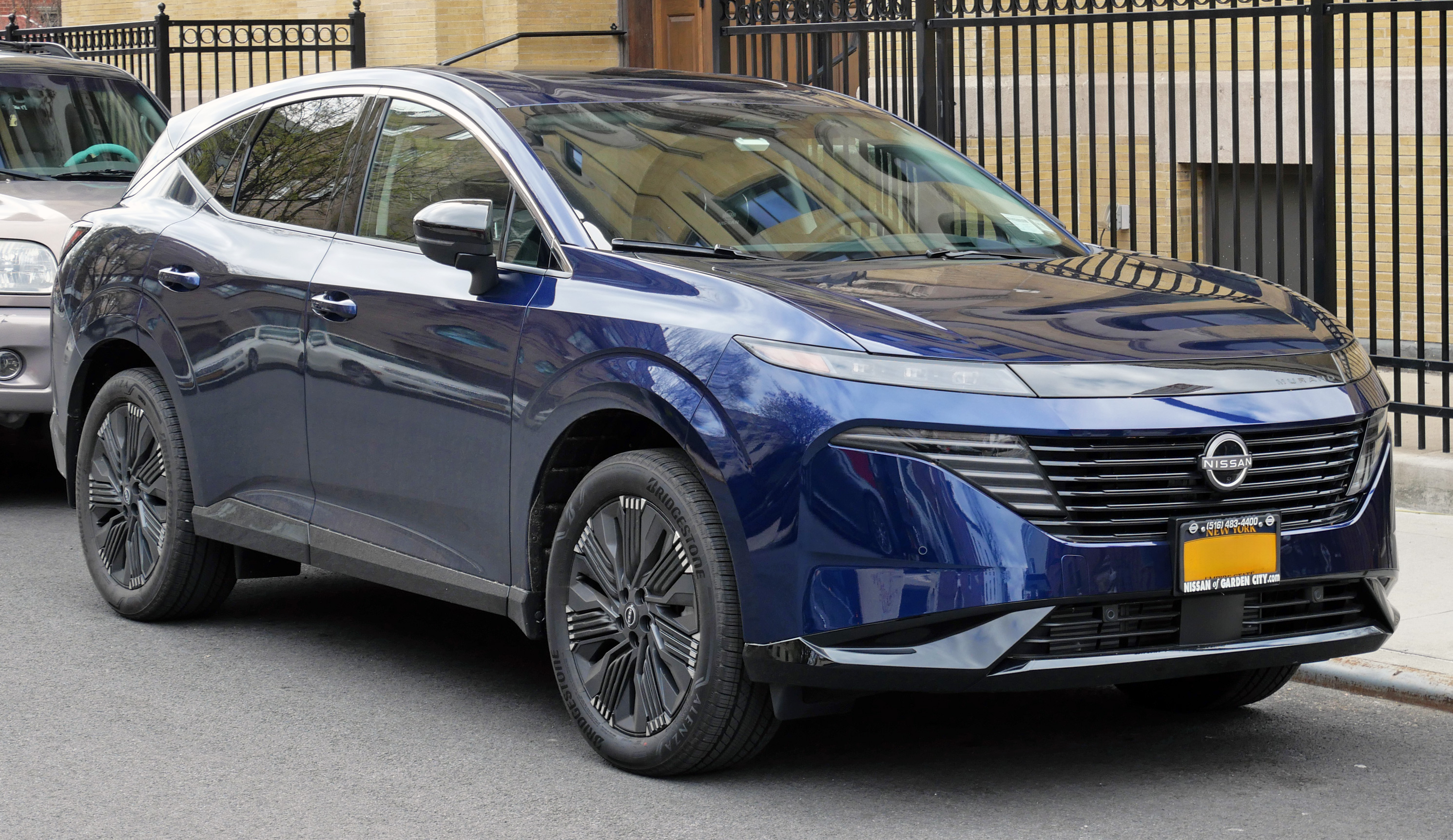
Nissan Murano (Z53)

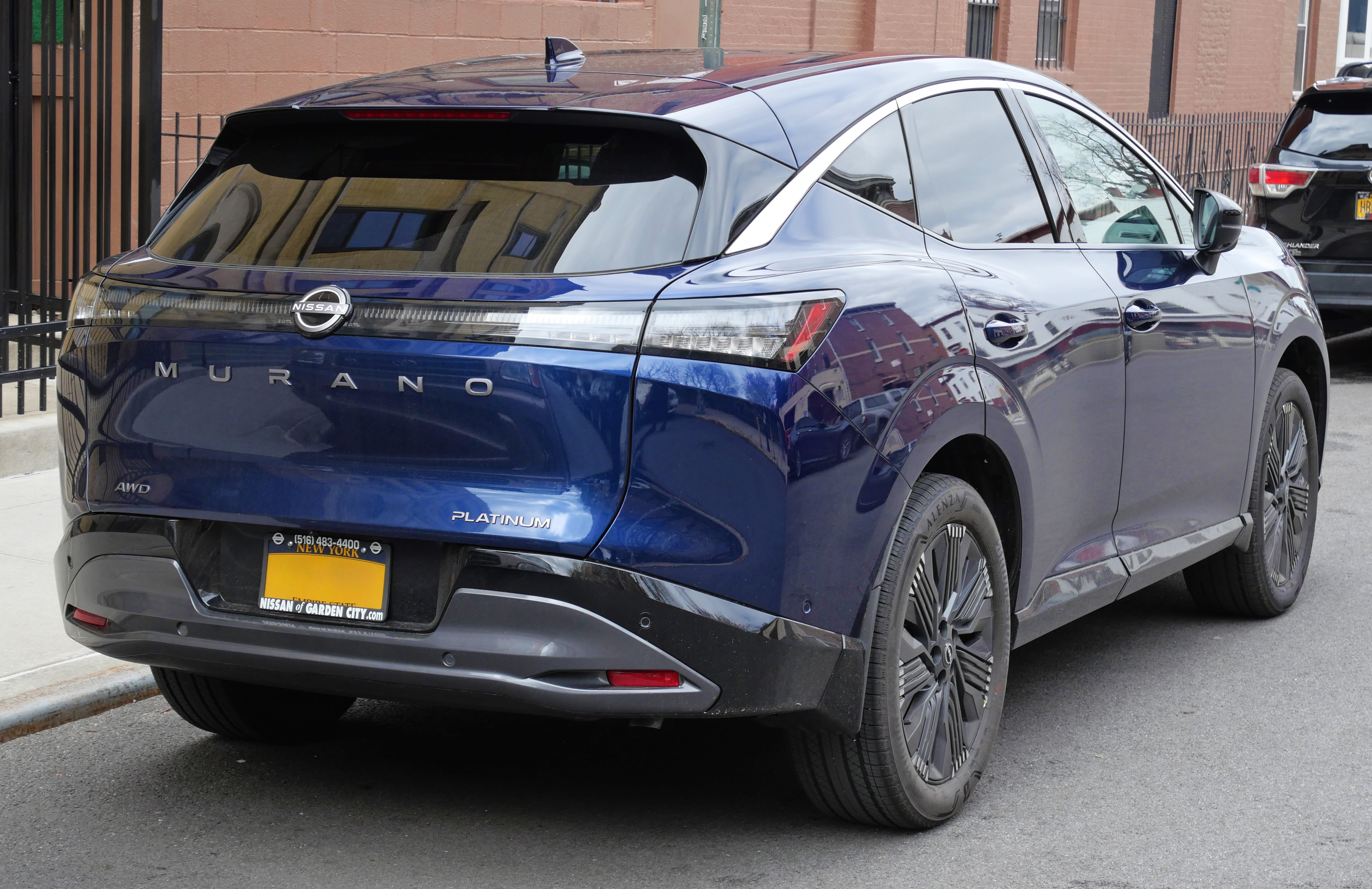

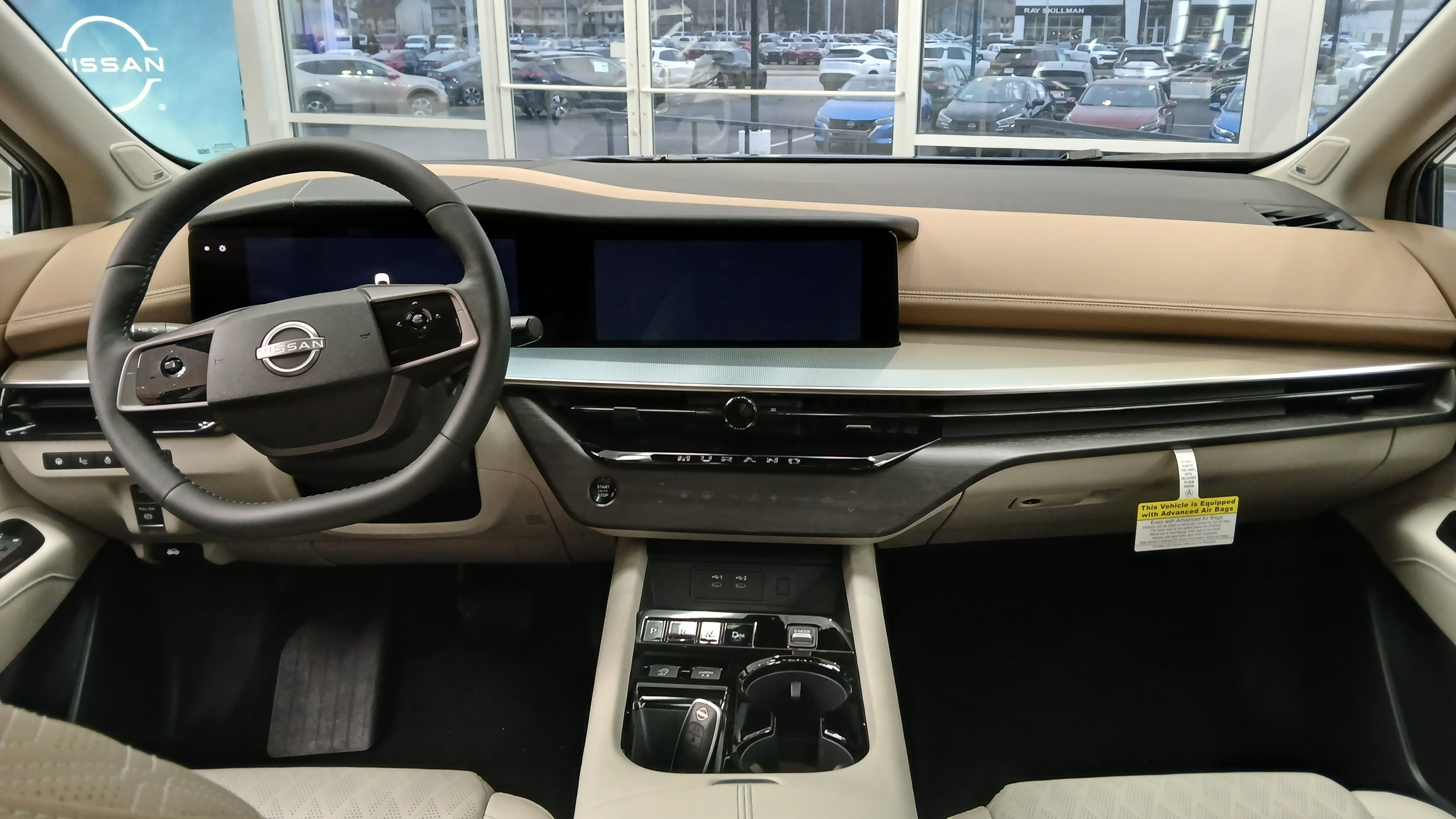

Четверте покоління Murano було представлено 16 жовтня 2024 року.  Оновлена модель дуже схожа на електричний кросовер Nissan Ariya та містить багато сучасних функцій, які раніше не пропонувалися на Murano, зокрема передні сидіння з вентиляцією та масажем, подвійний діагональ 12,3 дюйма. панель приладів і дисплеї інформаційно-розважальної системи, бездротове підключення Apple CarPlay і Android Auto, а також кольоровий проекційний дисплей. 

### Двигуни
- 2.0L KR20DDET I4, 241 к.с.

## Продажі
| рік  | США    |
| ---- | ------ |
| 2010 | 53,999 |
| 2011 | 53,626 |
| 2012 | 51,675 |
| 2013 | 44,684 |
| 2014 | 47,301 |
| 2015 | 62,907 |
| 2016 | 86,953 |
| 2017 | 76,732 |
| 2018 | 83,547 |
| 2019 | 68,361 |